# عبد الحكيم حاج يحيى
عبد الحكيم حاج يحيى، (من مواليد 16 فبراير 1965) سياسي فلسطيني من مواطني اسرائيل العرب، ونائب في الكنيست الإسرائيلية منذ مارس 2015، عن القائمة المشتركة ممثلاً للحركة الإسلامية.
ينتمي حاج يحيى للحركة الاسلامية الشق الجنوبي، الذي ينتهج إستراتيجية التمثيل البرلماني ضمن الانتخابات الاسرائيلية، حيث انضم لصفوف الحركة سنة 1981، ويشغل اليوم منصب عضو مجلس الشورى القطري للحركة، ورئيس الحركة الإسلامية في الطيبة، وعضو المكتب السياسي منذ تأسيسه، وكان المرشح الثاني للحركة الإسلامية والسادس بالقائمة المشتركة في انتخابات عام 2015.
انهى دراسة الهندسة المدنية وهندسة المساحة في جامعة التخنيون في حيفا في العام 1989، وشغل منصب عضو بلدية الطيبة لسنوات عديدة، وكان رئيسها لمدة 6 أشهر في العام 1998، وانتخب وشغل رئاسة البلدية كذلك بين الاعوام 2005-2007، حيث اعلنت وزارة الداخلية انهاء رئاسته وحل البلدية وتعيين لجنة خارجية من قبل الوزارة لادارة البلدية. قدم حاج يحيى التماسًا لمحكمة العدل العليا ضد القرار الا انه تم رفضه.
يشغل في الكنيست عضوية لجنة الاقتصاد، وهو عضو في مجموعة العمل لتطوير الاقتصاد العربي، ومجموعة العمل حول الامراض النادرة. وهو مقيم في مسقط رأسه في مدينة الطيبة، متزوج ولديه 4 أبناء.